# Almost a Full Moon
Almost a Full Moon è il terzo album in studio del cantautore canadese Hawksley Workman, pubblicato nel 2001.

## Tracce
1. Claire Fontaine – 3:09
2. Learn How to Knit – 3:26
3. First Snow of the Year – 3:09
4. Merry Christmas (I Love You) – 3:50
5. Common Cold – 3:07
6. 3 Generations – 3:44
7. A House or Maybe a Boat – 3:04
8. Let's Make Some Soup

Riedizione 2002
1. Claire Fontaine – 3:09
2. Learn How to Knit – 3:26
3. First Snow of the Year – 3:09
4. Merry Christmas (I Love You) – 3:50
5. Common Cold – 3:07
6. 3 Generations – 3:44
7. A House or Maybe a Boat – 3:04
8. Almost a Full Moon – 4:54
9. Watching The Fires – 3:40
10. Silent Night – 4:36